# Gouvernement Sagasta (4)
Le quatrième gouvernement Sagasta ou parlement long («Parlamento Largo») de Sagasta  est le gouvernement du royaume d'Espagne en fonction du 27 novembre 1885 au 5 juillet 1890.
Il succède au quatrième gouvernement conservateur de Cánovas del Castillo quelques jours après la mort du roi Alphonse XII. Premier exécutif de la régence de Marie-Christine d'Autriche, il s'agit donc du gouvernement qui marque le début du turno, l'alternance concertée entre conservateurs et libéraux, caractéristique du régime de la Restauration.

## Contexte: Mort d’Alphonse XII et pacte du Pardo

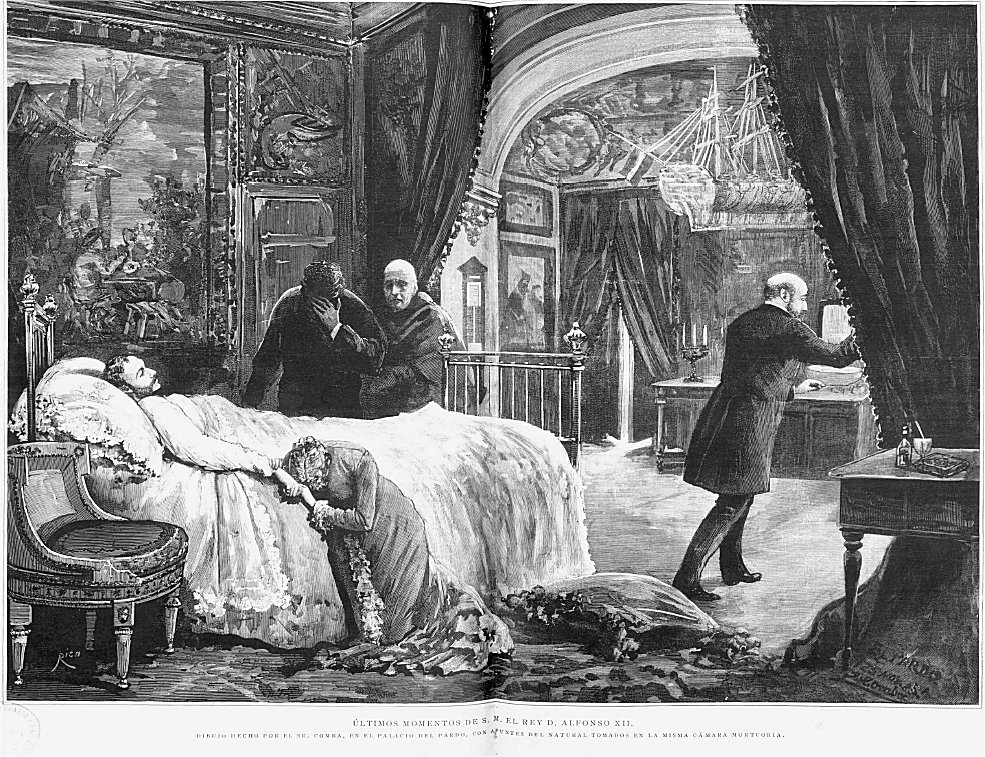
Gravure de Juan Comba García pour La Ilustración Española y Americana (30 novembre 1885) représentant la mort du roi Alphonse XII au palais du Pardo de Madrid.

Le jeune roi Alphonse XII meurt le 25 novembre 1885 de la tuberculose, et c’est alors son épouse Marie-Christine d'Autriche, une femme jeune — âgée de 27 ans —, étrangère depuis peu en Espagne et réputée peu intelligente, qui assume la régence du royaume d'Espagne,. À la faiblesse apparente dans laquelle se trouvait la plus haute institution de l’État s’ajoutait le fait que le couple royal ayant eu deux filles et la régente étant alors enceinte, le royaume ne disposait d'aucun héritier mâle. Ainsi, la mort d’Alphonse XII créa un certain « vide de pouvoir » — Menéndez Pelayo écrivit à Juan Valera, qui se trouvait à Washington : « La mort du roi a produit ici une singulière stupeur et de l’incertitude. Personne ne peut deviner ce qui adviendra » —, susceptible d’être mis à profit par les carlistes ou les républicains pour renverser le régime de la Restauration. De fait, en septembre 1886, seulement quatre mois après la naissance d’Alphonse XIII, eut lieu un soulèvement républicain dirigé par le général Manuel Villacampa del Castillo  et organisé depuis l’exil par Manuel Ruiz Zorrilla, qui constitua la dernière tentative de coup militaire du républicanisme et dont l’échec divisa profondément ce mouvement.

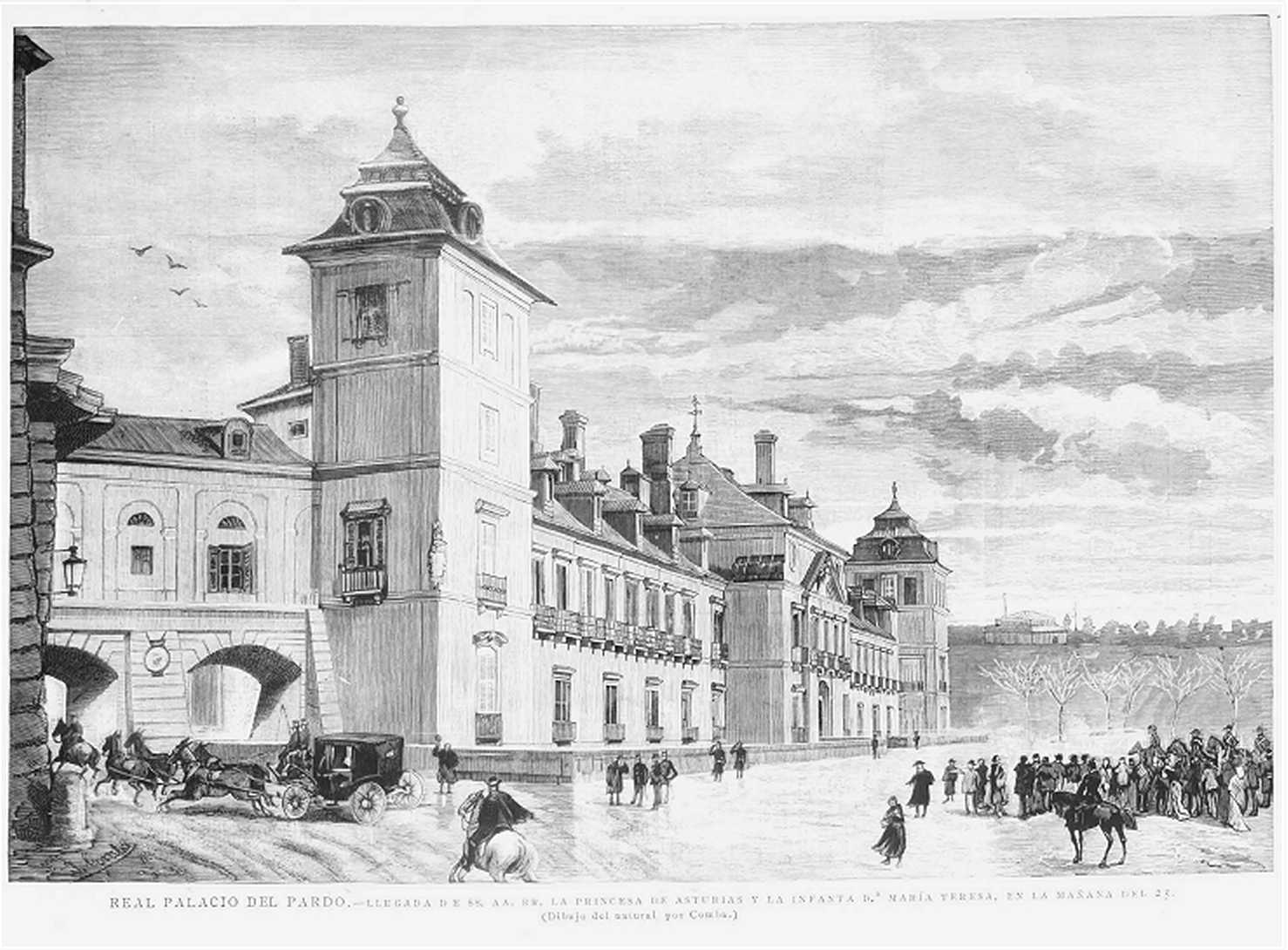
Le palais du Pardo (1885), gravure de Juan Comba García pour La Ilustración Española y Americana.

Pour faire face à la situation d’incertitude ouverte par la mort du roi, les leaders des partis du turno — Antonio Cánovas del Castillo pour le Parti conservateur et Práxedes Mateo Sagasta pour le Parti libéral-fusionniste — se réunirent alors avec le médiation du général Martínez Campos pour convenir d’une alternance au pouvoir en faveur des seconds. Cet accord, connu sous le nom de pacte du Pardo, impliquait la « bienveillance » des conservateurs — alors majoritaire aux Cortès — envers le nouveau gouvernement libéral de Sagasta. Toutefois, la faction du Parti conservateur dirigée par Francisco Romero Robledo n’accepta pas la cession du pouvoir à Sagasta et quitteale parti pour fonder le Parti libéral-réformiste — auquel se joignit la Gauche dynastique de José López Domínguez —, une tentative de créer un espace politique intermédiaire entre les deux partis du turno,.

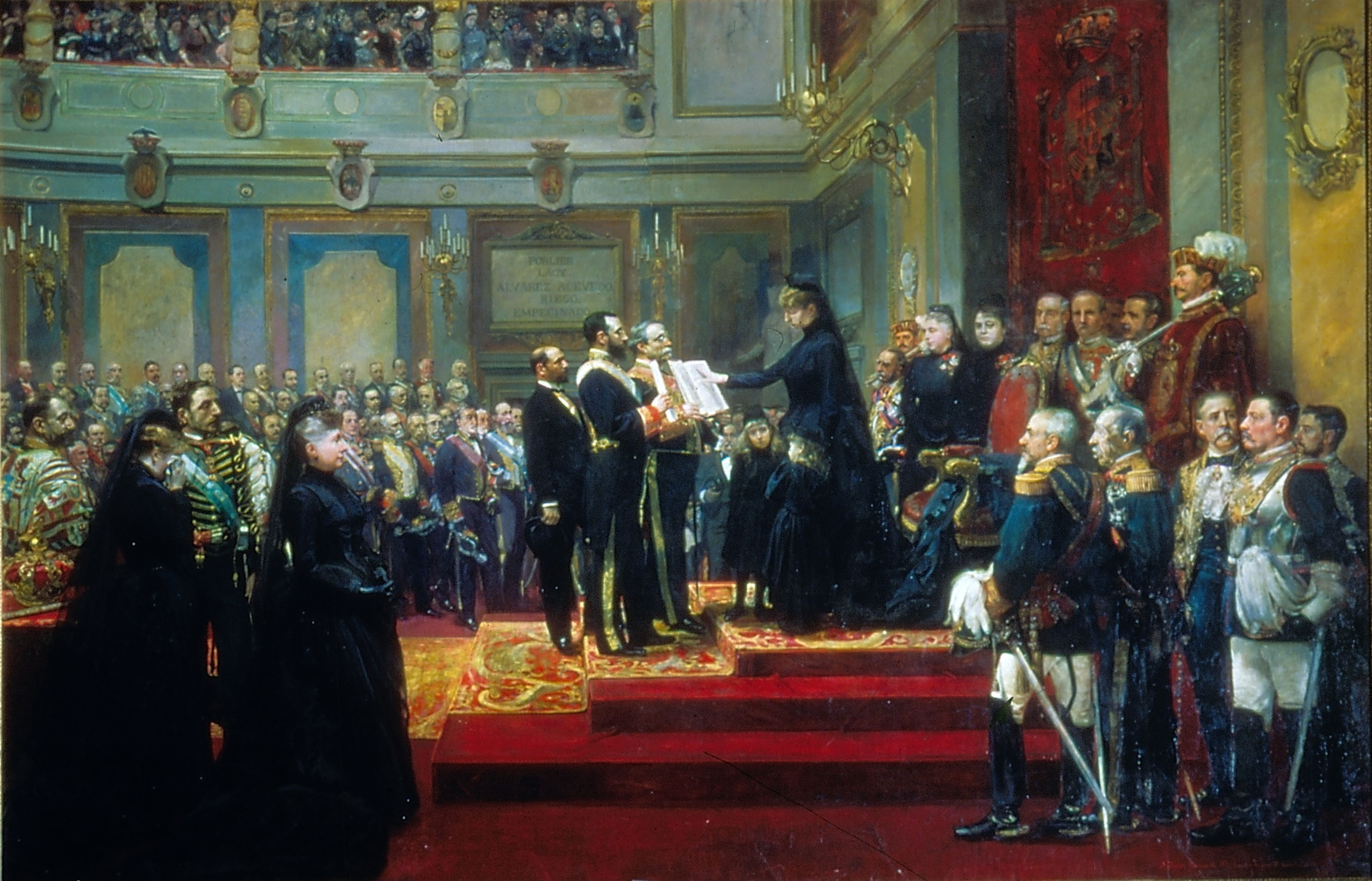
Tableau représentant la prestation de serment de Marie-Christine d’Autriche sur la Constitution de 1876 lors de l’acte de sa proclamation comme régente en décembre 1885. Marie-Christine, enceinte, est accompagnée de ses deux filles, María de las Mercedes de Bourbon et Marie-Thérèse de Bourbon. Face à elle, le président du gouvernement Antonio Cánovas del Castillo.

Plusieurs mois plus tard, Cánovas justifia cet accord (une « trêve », une « paix autour du trône ») devant le Congrès des députés par sa conviction de la nécessité de mettre fin à la « lutte ardente dans laquelle [se trouvaient] à l’époque les partis monarchistes ».
Au mois de juin, les diverses factions libérales avaient conclu un accord connu sous le nom de ley de garantías (« loi des garanties ») qui permit de restaurer l’unité du parti. Élaboré par Manuel Alonso Martínez, en représentation des « fusionnistes », et par Eugenio Montero Ríos, des « gauchistes », il consista fondamentalement dans l’introduction des libertés et droits reconnus au cours du Sexenio Democrático — suffrage universel, introduction des jurys, etc. —, en échange de l'acceptation de la souveraineté partagée entre le roi et les Cortès, sur laquelle était basée la Constitution de 1876, et qui signifiait qu’en dernier lieu c'était la Couronne qui exerçait la souveraineté et non l’électorat. La faction dirigée par le général José López Domínguez, à qui Sagasta offrit l’ambassade de Paris, resta en dehors du Parti libéral-fusionniste car il exigea un minimum de 27 députés au nouveau Parlement, nombre qui fut jugé excessif.

## Le «Parlement long» de Sagasta

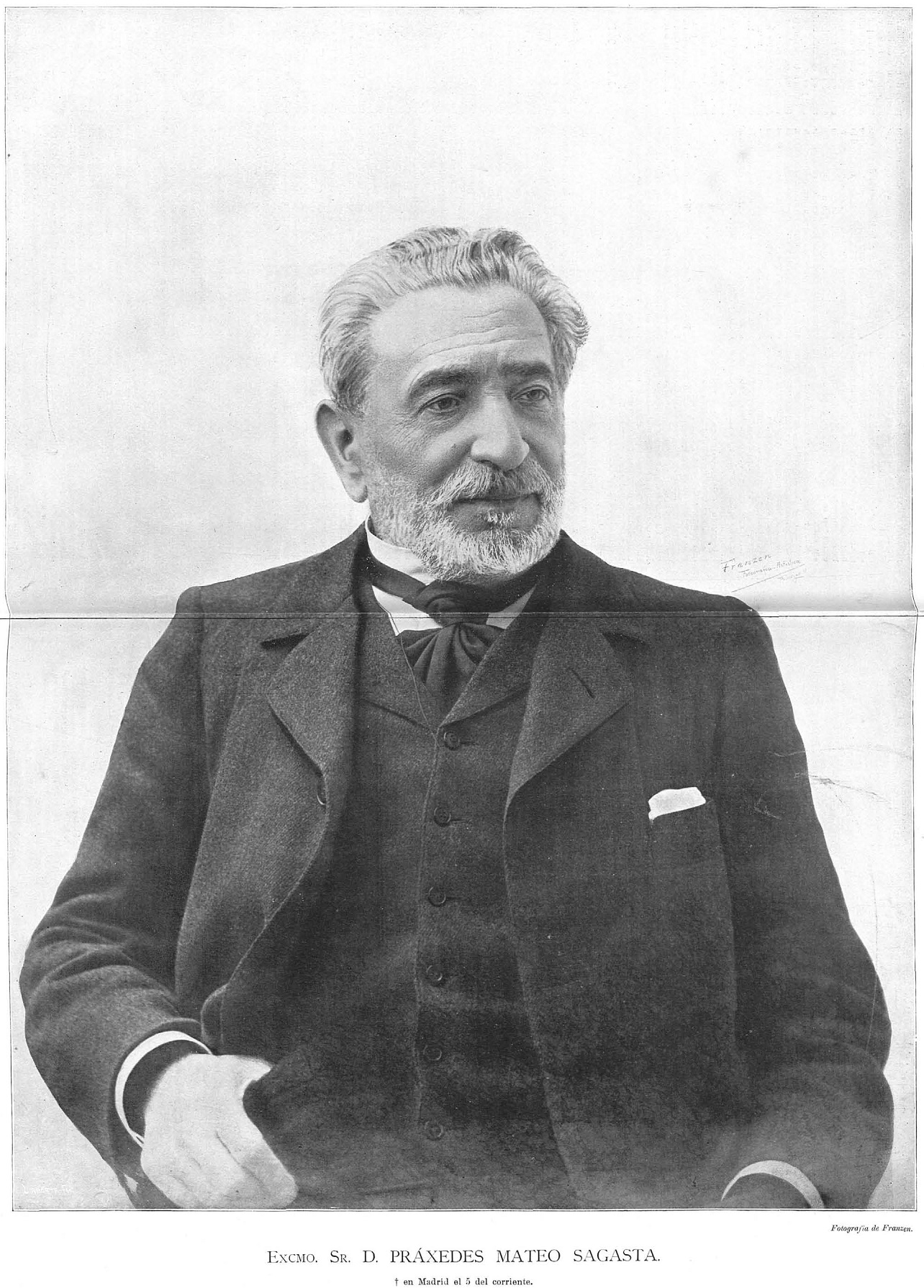
Práxedes Mateo Sagasta, leader du Parti libéral fusionniste.

En avril 1886, cinq mois après avoir formé un gouvernement et un mois avant la naissance du futur Alphonse XIII, les libéraux convoquèrent des élections générales pour se doter d’une majorité solide au Parlement et pouvoir pleinement mettre en œuvre leur programme — bien que certaines réformes aient déjà été menées grâce à l’accord avec les conservateurs —. En raison de sa durée — près de cinq ans —, cette période est connue comme le « gouvernement long » (Gobierno Largo) de Sagasta ou le « Parlement long » (« Parlamento Largo ») ; il s’agit de la plus longue législature de la Restauration, seul cas où celle-ci parvint presque à son terme, malgré plusieurs crises que l’exécutif dut surmonter parfois avec difficulté.
Au cours de celle-ci est mené un ensemble de réformes fondamentales pour définir le profil de la Restauration, et elle est parfois considérée comme sa phase la plus féconde.

### Réformes politiques et juridiques

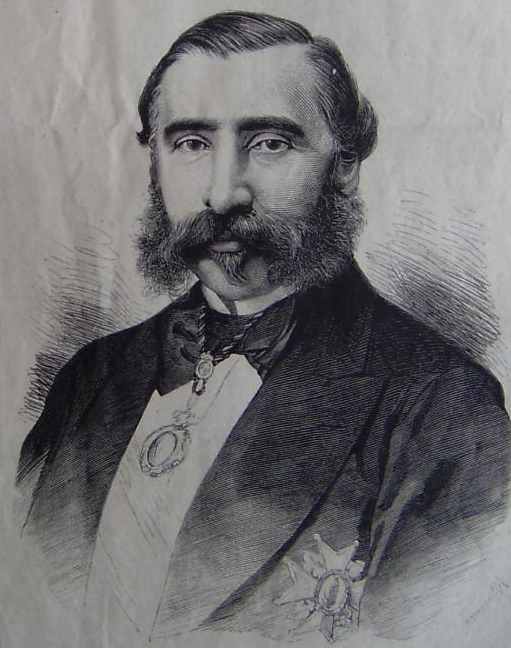
Manuel Alonso Martínez, ministre de la Grâce et de la Justice, grand promoteur des réformes politiques et juridiques du Parlement long.

La première grande réforme du « gouvernement long » de Sagasta fut l’approbation en juin 1887 de la Ley de Asociaciones (« Loi sur les associations ») qui régulait la liberté d’association pour les fins de la « liberté humaine » et incluait la liberté syndicale, permettant aux organisations ouvrières d’agir dans la légalité et débouchant sur un développement notable du mouvement ouvrier en Espagne. Dans le cadre de la nouvelle loi, la Fédération des travailleurs de la région espagnole anarcho-syndicaliste, fondée en 1881, se développa comme successeur de la Fédération régionale espagnole du Sexenio Democrático, l’Union générale des travailleurs (UGT) fut fondée en 1888 et, la même année, le Parti socialiste ouvrier espagnol (PSOE) — né dans la clandestinité neuf ans auparavant — put célébrer son premier congrès
La seconde grande réforme fut la dite Ley del jurado (« Loi du jury »), une vieille revendication du libéralisme progressiste qui avait toujours rencontré l'opposition des secteurs conservateurs, approuvée en avril 1888. Les jurys furent introduits pour les délits les plus importants dans le maintien de l’ordre social ou qui affectaient les droits individuels, comme la liberté d'imprimerie. Selon la loi, le jury était chargé d’établir les faits et la qualification juridique de ceux-ci était attribuée aux juges.

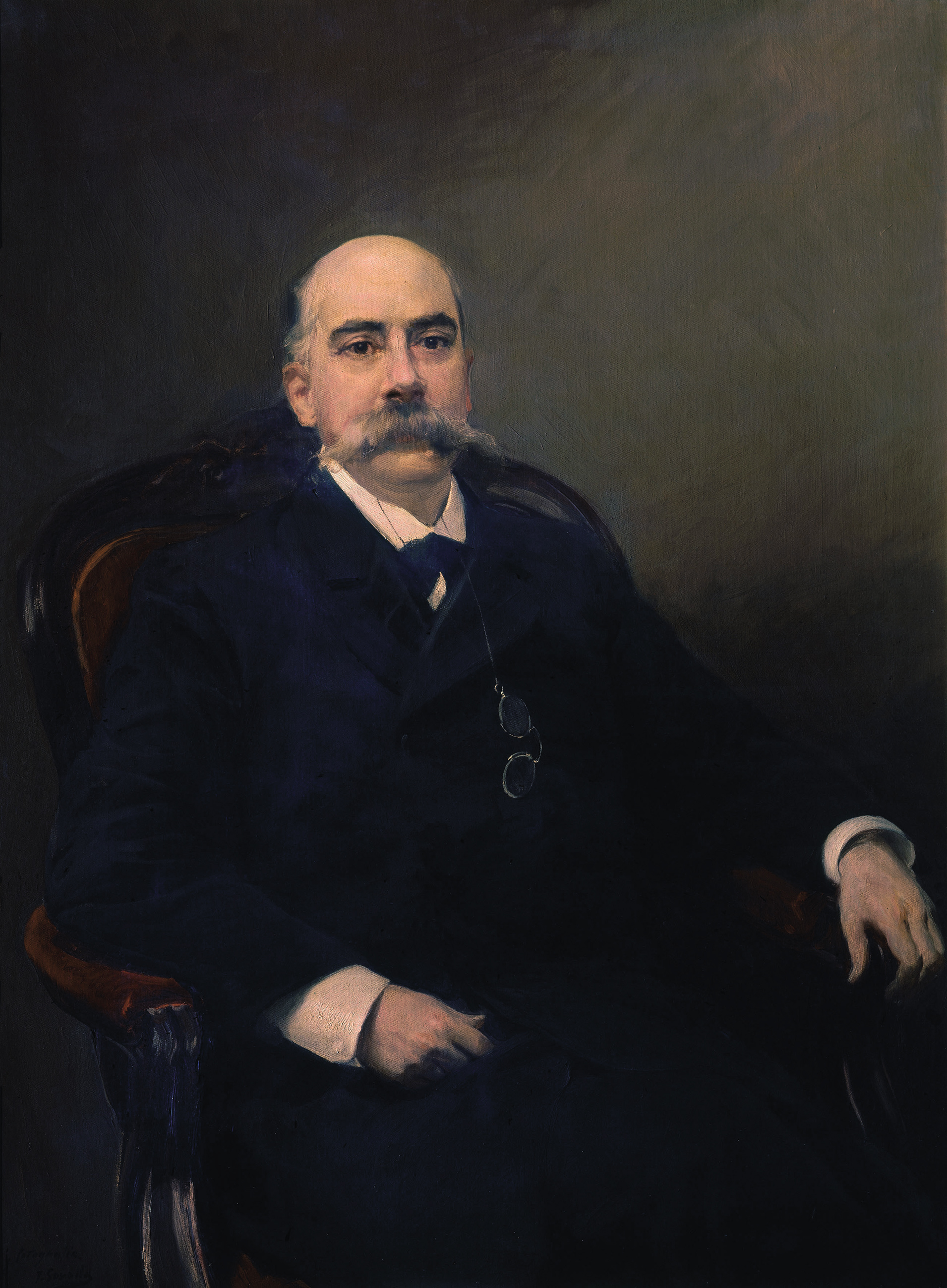
Portrait d’Emilio Castelar, par Joaquín Sorolla.

La troisième grande réforme fut l’introduction du suffrage universel masculin par une loi approuvée le 30 juin 1890. Celle-ci ne fut néanmoins pas le fruit de la pression populaire en faveur de l'extension du suffrage, cette approbation fut en réalité un moyen utilisé par Sagasta pour assurer l’unité du parti et du gouvernement, satisfaisant une revendication historique du libéralisme démocratique à un moment où augmentaient les tensions au sein du parti à cause de la pression des gamacistes pour l’approbation de droits de douane protectionnistes pour la production céréalière. Cette loi permit le renforcement du Parti libéral — et par suite du régime de la Restauration dans son entièreté — avec l’intégration des républicains « possibilistes » (es) d'Emilio Castelar, comme ils s'y étaient engagés en cas d’extension du suffrage.

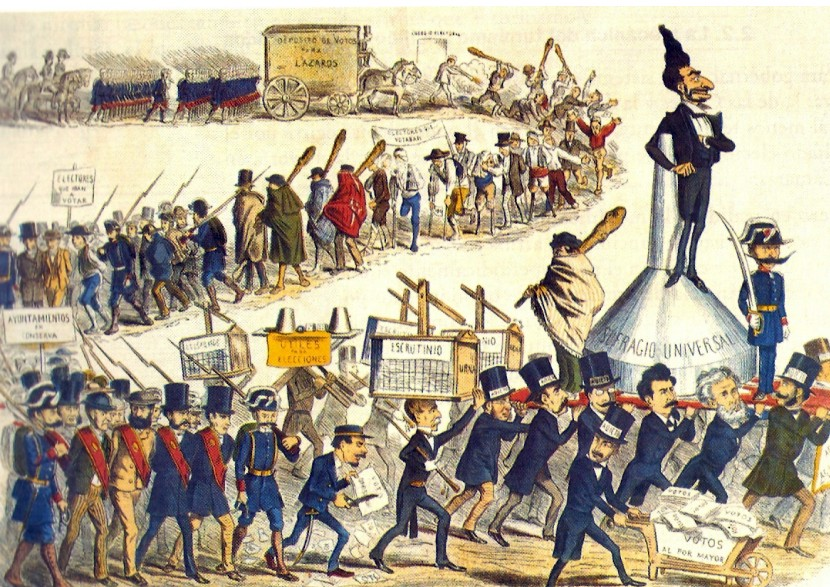
Caricature satirique de l’hebdomadaire La Flaca ironisant sur la fiction électorale. On y voit au premier plan le libéral Sagasta, juché sur l'entonoir du « suffrage universel », à la tête d’une cohorte de caciques et de membres des forces de l’ordre portant des urnes et poussant des brouettes de votes, suivis « conseils municipaux en conserve », de sicaires, paysans et ouvriers prisonniers, dont les derniers font « voter les morts ».

Toutefois, l’approbation du suffrage pour tous les individus masculins âgés de 25 ans ou plus — environ 5 millions en 1890 —, indépendamment de leurs revenus, à différence de ce qu'impliquait le suffrage censitaire antérieur, n’impliqua pas la démocratisation du système politique : la fraude électorale fut maintenue — à cause de la « dégoûtante plaie du caciquisme », comme on le dit à l’époque —, mais dorénavant l’influence des réseaux de caciques s'étendit à l'ensemble de la population, si bien que les gouvernements continuèrent d’être constitués avant les élections et la pratique de l’encasillado permit au gouvernement de « fabriquer » des élections sur mesure et de s’assurer une solide majorité aux Cortes. Au cours de la Restauration, aucun gouvernement ne perdit jamais aux élections générales,.
Selon Carlos Dardé, la raison de fond de ce « manque d’effets mobilisateurs de la vie politique du suffrage universel […] était la condition sociale — économique et culturelle — des nouveaux électeurs, et leur horizon politique. L’immense majorité, masculine, à qui avait été donné le droit au vote n'était pas composée par des classes moyennes et travailleuses de caractère urbain, ou de paysans indépendants, impliqués dans un projet politique de caractère démocratique, mais par des masses rurales, extrêmement pauvres et alphabètes, complètement étrangère à un tel projet politique, avec l'espoir d’une révolution sociale, dans la moitié sud du pays, et du triomphe du carlisme dans une bonne partie du nord ; des masses qui, de plus, avaient connu soit une forte répression policière soit la défaite dans une guerre civile ».
Ainsi, « bien que formellement [l’approbation du suffrage universel] équivalût à l’implantation de la démocratie, en pratique rien ne changea ». « Les députés continuèrent d’être, plus ou moins, les mêmes ; aucun groupe social, à un petit nombre d’exceptions, accéda au pouvoir législatif. La transformation de la structure des partis n’eut pas lieu non plus, et ils continuèrent d’être des partis de notables (es) ; on ne promut aucune type d’organisation de base qui servît à capter le vote des citoyens à qui l’on venait de reconnaître le droit électoral ». De plus, la Constitution ne fut pas réformée, si bien que le principe de souveraineté nationale ne fut toujours pas reconnu, et seulement un tiers du Sénat était élu. La liberté de culte, autre grand principe d’un système démocratique, ne fut pas non plus reconnue
Les garanties pour assurer la transparence du suffrage et ainsi éviter la fraude électorale, comme la mise à jour des listes électorales par un organisme indépendant ou l'exigence d’une accréditation à la personne qui allait, voter ne furent pas adoptées. L'ensemble du processus électoral resta entre les mains du ministre de l’Intérieur (Gobernación), connu comme le « grand électeur », qui s’occupait de s’assurer que son gouvernement jouisse d’une large majorité au Parlement. « le fait que dans certains noyaux urbains l’opposition pût inverser cette réalité, n’en reste pas moins un fait presque anecdotique. Le contrôle politique depuis le haut, la pratique du turno par le biais de la fraude électorale est ce qui constitue l’essence des pratiques politiques de l’Espagne de la fin du siècle ». « Dans certaines villes — Madrid, Barcelone, Valence… — les choses changèrent effectivement en faveur d’une politique moderne, basée sur l’opinion publique ; la preuve en est que la représentation républicaine fut plus nombreuse et constante, arrivant à certaines occasions à atteindre la majorité des députés qu’élisaient ces grandes noyaux de population ; avec le passage du temps, les socialistes finiraient aussi par être élus ; en Catalogne, les nationalistes parvinrent à envoyer une représentation significative au Congrès à Madrid ; la même chose doit être dite des carlistes en Navarre. Mais cette représentation de députés se perdait irrémédiablement dans l’ensemble national : sur les environ 400 sièges du Congrèsm le maximum de députés républicains fut de 36, en 1903, et celui de socialistes, 7 en 1923 ». Les districts électoraux, tous uninominaux, continuèrent d’être majoritaires — 200 députés —, tandis que les districts urbains étaient réunis à de larges zones rurales, car il s’agissait de districts plurinominaux ou de circonscriptions — 114 au total — dans lesquels on élisait entre 3 et 8 députés, en fonction de la population, si bien que les votes des zones rurales ensevelissaient les votes urbains moins contrôlables par les réseaux de caciques.
Une autre réforme réside dans l'approbation en mai 1889 du Code civil qui, avec le Code pénal de 1870 et le Code du commerce de 1885, configure définitivement l’« édifice juridique du nouvel ordre bourgeois » en appliquant au domaine privé ce que la Constitution de 1876 avait représenté pour le domaine public. Ce Code civil inclut également le droit civil foral (es) et respecte le droit canonique catholique relativement au mariage.

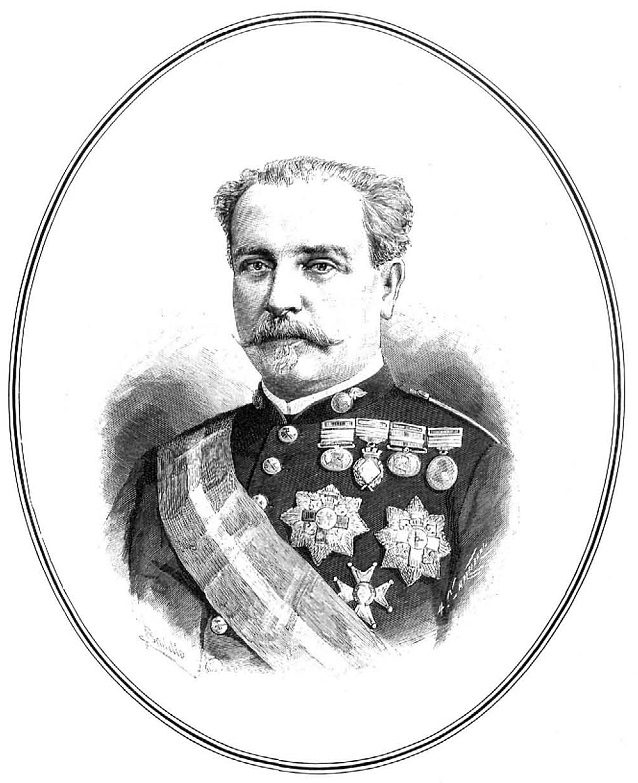
Portrait du général Manuel Cassola, gravure publiée dans La Ilustración Española y Americana.

Le gouvernement échoua dans sa tentative de réforme de l’Armée, dont la situation « était, dans son ensemble, très déficiente en comparaison avec d’autres armées nationales » car « plus que comme une institution pensée pour la guerre, elle était organisées pour les tâches de garnison et d’ordre public, avec des troupes mal dotées, des recrues forcées, un excès de commandements [chefs et officiers], et avec une structure organisative peu adéquate ». L’Armée jouissait d’une grande autonomie dans le régime de la Restaurationm, ce qui fut le prix à payer pour qu’elle accepte de se soumettre au pouvoir civil, mais aussi la cause fondamentale de l’échec de sa réforme : « Toute réforme devait être abordée avec l’aquiescement des commandements. Une tâche extrêmement délicate, étant donné que la situation d’hypertrophie, l’excès d’officiers, le mauvais équipement et un esprit de corps, fondé sur une forte tradition d’auto-recrutement, avait fait des Forces armées une réalité peu perméable aux demandes et contrôles externes ». Ainsi, le projet de loi présenté en juin 1887 par le ministre de la Guerre, le général Manuel Cassola, ne fut pas approuvé par les Cortès en raison de la forte opposition qu’il suscita parmi les conservateurs, à commencer par Cánovas lui-même, et parmi les militaires parlementaires, conservateurs comme libéraux. Un des points les plus polémiques fut la proposition d’établir un service militaire obligatoire sans rédemption ni remplacements, qui permettaient aux fils de familles aisées de ne pas entrer dans les rangs en échange d’une somme d’argent déterminée ou d’envoyer un autre jeune homme en remplacement. En juin 1888, Cassola démissionna et le gouvernement choisit d’imposer par décret les parties les moins controversées de la loi et qui n'avaient pas été contestées par les Cortès. Le loi « supprima les grades honorifiques, les emplois supérieurs à l’emploi effectif, la mobilité entre armes à l’exception de quelques corps spéciaux ; elle établit la promotion à l’ancienneté en temps de paix et la possibilité en temps de guerre d’échanger volontaire une promotion au mérite avec une médaille ».

### Renforcement du mouvement ouvrier: FTRE, UGT et refondation du PSOE
En raison de la lenteur du processus d’industrialisation, la classe ouvrière resta une minorité au sein des classes travailleuses urbaines, essentiellement concentrée en Catalogne et dans les zones minières de Biscaye et des Asturies. Les conditions de travail dans les industries et les mines étaient très dures. Vers 1900, la journée de travail moyenne était de 10 à 11 h avec un salaire d'entre 3 et 4 pesetas quotidiennes dans les usines et les ateliers, entre 3.25 et 5 pesetas dans les mines, et de 2.5 pesetas dans la construction. En ce qui concerne la classe ouvrière agricole — ou « prolétariat rural » —, les salaires restèrent bas pour permettre la rentabilité des exploitations si bien que les journaliers continuèrent de constituer le secteur des classes rurales qui vivait dans les pires conditions. Leurs salaires étaient significativement inférieurs à ceux des ouvriers industriels — entre 1 et 1.5 pesetas quotidienne vers 1900 — et ils n’avaient pas de travail toute l’année. La situation en Andalousie et Estrémadure était spécialement scandaleuse : « les gains obtenus par le travail à la tâche de tous les membres de la famille, du matin au soir, plus de 16 heures par jour [en été], dans les périodes de moisson, le gaulage des oliviers et la récolte des olives, ou de la vendange ne suffisaient pas à assurer ne serait-ce qu’une alimentation suffisante pour toute l’année, lorsque le travail était seulement sporadique ».

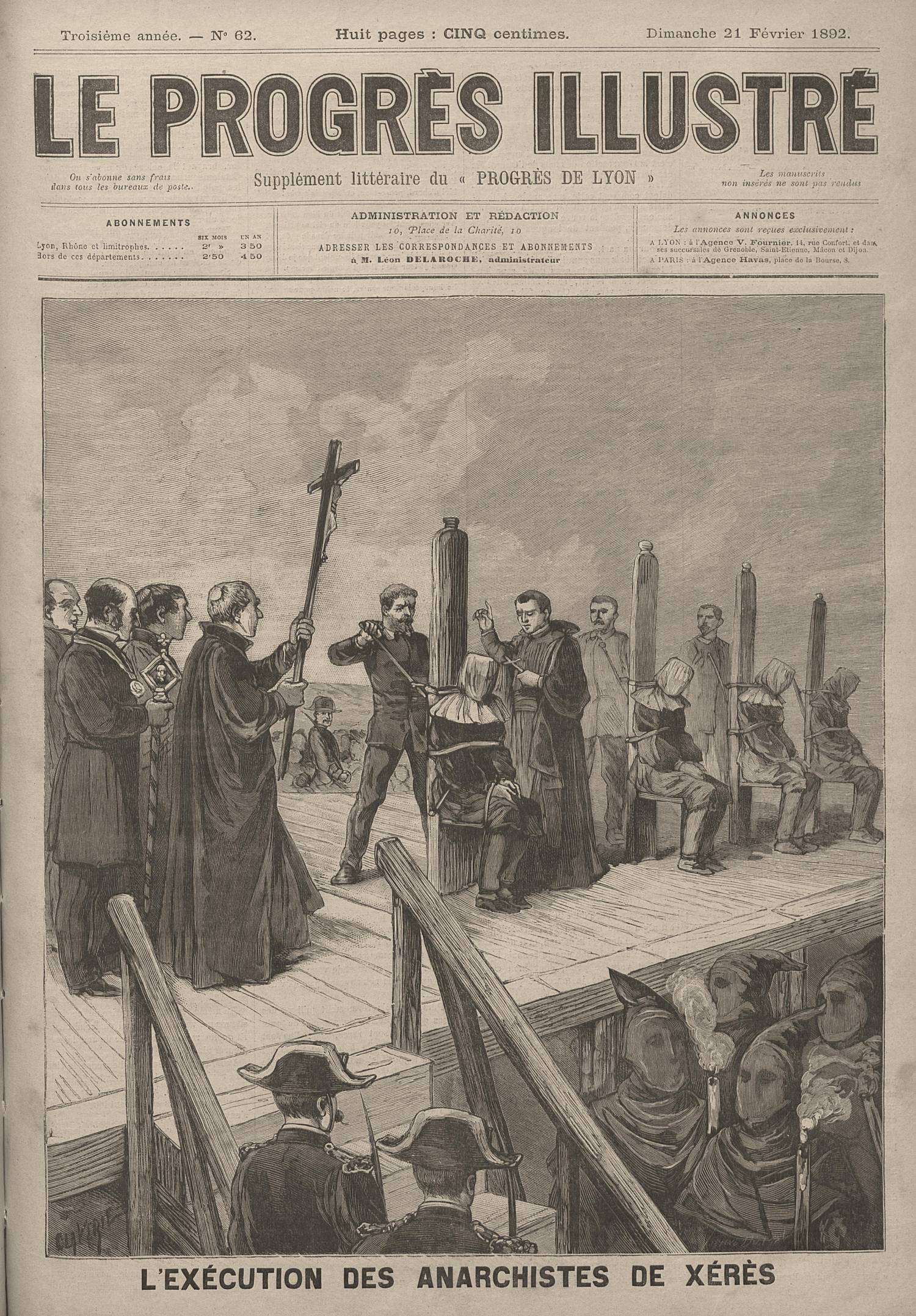
Exécution des condamnés pour les événements de Jerez de 1892, une de Le Progrès Illustré.

L’approbation de la loi sur les associations renforça les organisations ouvrières qui s’étaient formées dans le cadre de la libéralisation politique mise en marche par le premier gouvernement de Sagasta de 1881-1883 et qui leur avait permis d'agir dans la légalité. Ce fut le cas de l’anarcho-syndicaliste Fédération des travailleurs de la région espagnole (FTRE) fondée à Barcelone en septembre 1881 et qui parvint presque à atteindre les 60 000 affiliés regroupés dans 218 fédérations, dans leur majorité des journaliers andalous et des ouvriers industriels catalans. La FTRE fut dissoute en 1888 lorsque s’imposa la secteur de l'anarchisme qui critiquait l’existence d’une organisation publique, légale et avec une dimension syndicale et qui, au contraire, défendait le « spontanéisme » — étant donné que tout type d’organisation limitait l’autonomie individuelle et pouvait « distraire » ses composants de l’objectif basique, la révolution, en plus de favoriser l’« embourgeoisement » —. Face à elle, la tendance « syndicaliste » défendait le renforcement de l’organisation pour, à travers des grèves et d’autres formes de lutte, arracher aux patrons des améliorations salariales et des conditions de travail. Le triomphe de la tendance « spontanéniste » et « insurrectionnaliste » fut favorisé par la brutale répression que le gouvernement mena contre les anarchistes andalous sur la base des assassinats et vols présumés attribués à la Mano Negra en 1883, mystérieuse organisation clandestine dont l’existence n'est pas assurée et qui quoi qu'il en soit n’avait rien à voir avec le FTRE. Bien que le mouvement anarchiste restât présent à travers de publications et d’initiatives éducatives, la dissolution de la FTRE ouvrit « le chemin pour la prédominance des actions individuelles de caractère terroriste, pour la propagande par le fait qui prolifèrerait au cours de la décennie suivante ».

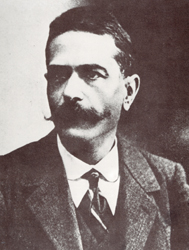
Antonio García Quejido, premier président de l’Union générale des travailleurs (UGT).

Pour leur part les socialistes, qui en mai 1879 avaient fondé le Parti socialiste ouvrier espagnol (PSOE) — dont l’objectif était, comme l'affirma son périodique El Socialista, de « fournir l'organisation de la classe travailleuse dans un parti politique, différent et opposé à tous ceux de la bourgeoisie » —, convoquèrent un Congrès ouvrier célébré à Barcelone en août 1888 et dont surgit le syndicat Union générale des travailleurs (UGT), dont Antonio García Quejido fut le premier président. Dix jours plus tard, toujours à Barcelone, le PSOE célébra son premier congrès (es), qui approuva ce qui serait connu sous le nom de programa máximo (« programme maximal ») et désigna Pablo Iglesias comme son premier président.

Intégré dans la Deuxième Internationale, le PSOE célébra sa première Journée internationale des travailleurs le dimanche 4 mai 1890 pour revendiquer la journée de 8 heures ainsi que l’interdiction du travail pour les mineurs de moins de 14 ans. la réduction de la journée de travail à 6 h pour les jeunes entre 14 et 18 ans, l'abolition du travail nocturne et l’interdiction du travail des femmes dans toutes les branches de l’industrie « qui affectent particulièrement l’organisme féminin ». El Socialista publia : 

« Aujourd’hui les travailleurs peuvent faire sentir leur force pacifiquement […] sur la classe privilégiée. Demain, lorsque l’organisation du prolétariat sera complète, et la bourgeoisie ne voudra pas céder devant la raison qui assiste celui-là et le pouvoir qui l'accompagne, l’heure sera venue d’agir de façon révolutionnaire. »

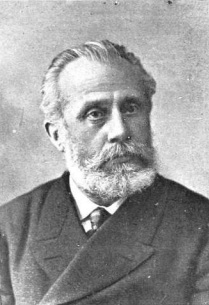
Pablo Iglesias, photographie de Manuel Compañy.

Toutefois, à différence des organisations anarchistes, la croissance du PSOE et de son syndicat l’UGT fut très lente et ne s’enracina jamais en Andalousie ou en Catalogne. Dans la dernière décennie du XIXe siècle, ils n’étaient parvenus à s’implanter pleinement que parmi les mineurs de Biscayes, grâce au travail de Facundo Perezagua, et des Asturies. « Le faible nombre de votes obtenu aux élections de 1891 donne une idée de la faiblesse socialiste : guère plus de 1 000 à Madrid ; et environ 5 000 dans toute l’Espagne. Vers 1910, en se présentant en solitaire, le PSOE ne parvint jamais à rassembler plus de 30 000 votes dans tout le pays ; et il n’obtint aucun député ».
La lente croissance des organisations ouvrières s’explique par un processus d’industrialisation limité et le fait que le républicanisme demeura le cadre basique de référence politique pour les secteurs ouvriers et populaires. Ce qui séparait fondamentalement ce mouvement des deux tendances ouvrières — anarchisme et socialisme — était l’absence de questionnement par les républicains des fondements de la société capitaliste, étant donné que ses partis étaient « interclassiste », si bien qu’ils défendaient seulement la réforme de cette société avec des mesures comme « le développement du coopérativisme, la constitution de jurys mixtes [pour résoudre les conflits entre patrons et ouvriers], la concession de crédits à faible taux d’intérêts aux paysans ou la répartition de certaines terres et, dans certains cas, des mesures interventionnistes de la part de l’État, comme la réduction par la loi de la journée de travail ou la réglementation des conditions dans lesquelles il était réalisé ».
Depuis les milieux catholiques, on tenta de créer un mouvement ouvrier confesionnel sur la base de l’encyclique papale Rerum novarum publiée en 1891, qui encourageait à prendre des initiatives sociales. En Espagne apparurent les Círculos Católicos de Obreros (« Cercles catholiques d’ouvriers »), promus par le jésuite Antonio Vicent (es), ainsi que les associations professionnelles mixtes.

### Nationalisme espagnol et expansion des régionalismes

#### Le nationalisme espagnol: un processus denation buildingdéficient
Après l’échec de l'expérience fédérale de la Première République et la troisième défaite de l’insurrection carliste, la Restauration se caractérise par la consolidation d’un État centraliste basé sur un strict contrôle des administrations provinciale et locale par le gouvernement — y compris dans les provinces basques, dont les fors furent abolis en 1876 —. La processus de nation building a suivi son cours mais depuis son versant le plus conservateur, en centrant l’idée d’Espagne non sur la libre volonté de ses citoyens — la « nation politique » — mais dans son « être » historique, dans lequel le catholicisme et la langue castillane jouaient un rôle prépondérant. Les plus grands représentants de cette conception « organico-historiciste » de la « nation espagnole », qui s’opposait à celle libérale et républicaine de la nation politique, furent Marcelino Menéndez Pelayo, Juan Vázquez de Mella et le fondateur du régime de la Restauration, Antonio Cánovas del Castillo lui-même. Selon cette conception, l’Espagne était « un organisme historique de substance ethno-culturelle basiquement castillane, qui fut forgée tout au long des siècles et qui est, par conséquent, une réalité objective et irréversible ».

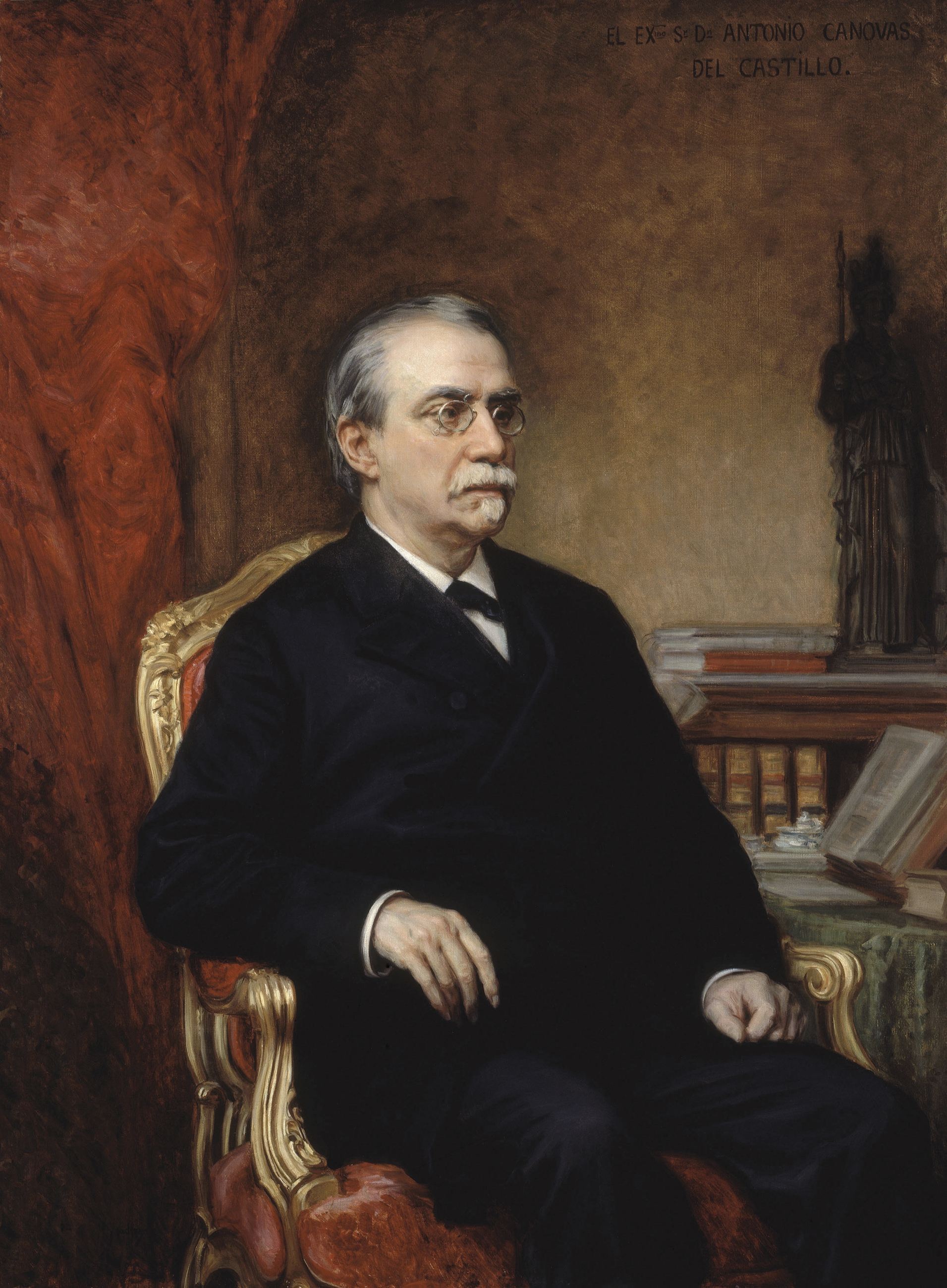
Antonio Cánovas del Castillo était président du gouvernement à la mort d’Alphonse XIII.

Cependant, en dépit du renforcement du centralisme dans l’organisation de l’État, le processus de construction nationale espagnol eut une intensité plus faible que dans d’autres pays européens, en raison de la faiblesse de l’État lui-même. Ainsi, ni l’école ni le service militaire obligatoire ne remplirent les fonctions de « nationalisation » qu’ils eurent, par exemple, en France, où l’identité « française » supplanta les identités régionales et locales. Ainsi, tandis qu’en France le français s’imposa comme seule langue véhiculaire et le reste des langues — qualifiées péjorativement de « dialectes » — connurent un recul extrêmement important et leur usage fut considéré comme un signe d’inculture, en Espagne, les langues différentes du castillan — catalan, galicien et basque — se maintinrent dans leurs territoires respectifs, surtout au sein des classes populaires.
Le processus de nationalisation espagnol fut également limité à cause de l’exclusion de la participation politique, non seulement de toutes les tendances hors de celles représentées dans les deux partis dynastiques mais encore de la majorité de la population. Parmi les travailleurs en particulier, une autre limitation provint du développement des organisations socialistes et anarchistes qui défensaient l’internationalisme et non le nationalisme. Le vote espagnoliste progressa néanmoins, du moins dans les grandes villes, comme l’illustrèrent les manifestations d’exaltation nationaliste en 1883 — en soutien au roi Alphonse XII lors de son retour d’un séjour en France où il avait reçu un accueil hostile en raison de la position pro-allemande qu’il avait pu manifester —, 1885 — en raison du conflit avec l’Allemagne autour des îles Carolines —, en 1890 — autour d’Isaac Peral et de son invention du sous-marin à propulsion électrique — ou en 1893 — au motif de la première guerre de Melilla —.

#### Développement des régionalismes: Catalogne, Pays basque et Galice
Au cours des années 1880, l’expansion des régionalismes ou nationalismes périphériques (bien que la composante nationaliste proprement dite soit relative et variable dans ces discours) s’explique par une dialectique complexe qu’ils entretiennent avec le nationalisme central espagnol, dont la faiblesse est à la fois la cause et la conséquence des premiers. Dès lors, l’opposition à l’État centraliste ne fut plus l’appanage des carlistes et des fédéralistes, mais était également assumée par ceux qui se sentaient et se réclamaient de patries distinctes, spécialement en Catalogne, au Pays basque et en Galice, à ce moments désignées comme des « régions » ou « nationalités ». Certains en vinrent même à affirmer que l’Espagne n'était pas une nation mais un État formé de plusieurs nations. C’est ainsi qu’apparut une nouvelle problématique en Espagne, qui serait plus tard qualifiée de « question » ou « problème régional », et qui suscita une réaction immédiate dans les secteurs espagnolistes. « Une bonne partie de la presse, à Madrid et dans les provinces, commence à regarder avec défiance, voire une certaine hostilité, les activités culturelles et régionalistes et leurs demandes de statut co-officiel des langues non castillanes, prétention que différentes personnes qualifière de « séparatisme » voilé ».

##### Catalogne

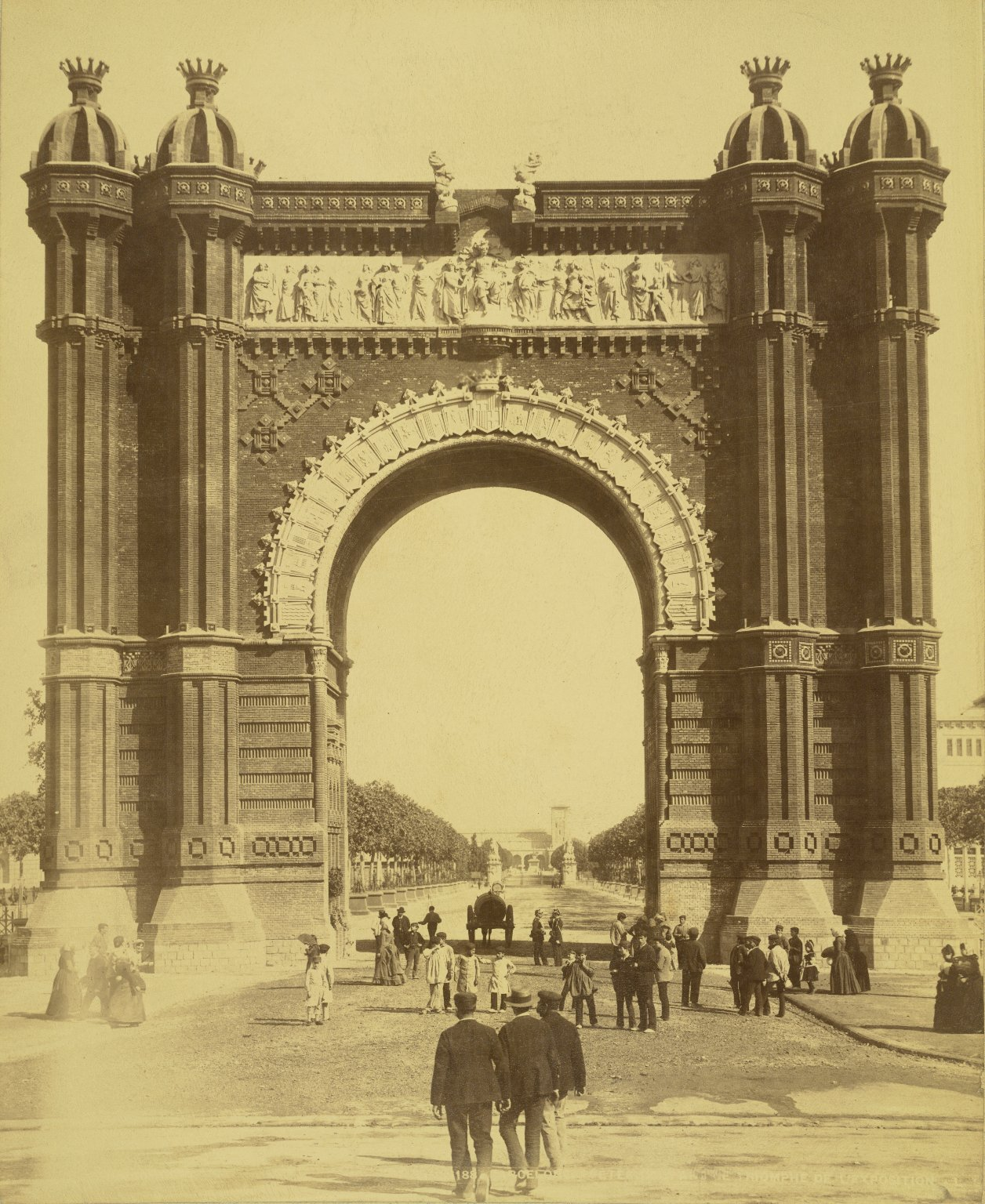
arc de triomphe de Barcelone, construit pour l’Exposition universelle de Barcelone de 1888.

En Catalogne, après l'échec du Sexenio Democrático, un secteur du républicanisme fédéral mené par Valentí Almirall, prit un virage catalaniste et rompit avec la plus grosse partie du Parti fédéral que dirigeait Francisco Pi y Margall. En 1879, Almirall fonda le Diari Català, le premier journal entièrement écrit en langue catalane, qui eut toutefois une brève existence — il ferma en 1881 —. L’année suivante fut convoqué le premier congrès catalaniste (es) dont surgirait en 1882 le Centre Català, première entité catalaniste clairement revendicative, qui ne se constitua néanmoins pas en parti politique mais comme organisation de diffusion du catalanisme et groupe de pression sur le gouvernement. En 1885, le roi Alphonse XII présenta un Mémorial des griefs (es) (Memorial de Greuges), dans lequel étaient dénoncés les traités commerciaux qui allaient être signés et les propositions d’unification du  code civil espagnol ; en 1886 fut organisée une campagne contre l'accord commercial en cours de négociation avec le Royaume-Uni — qui culmina avec le meeting du théâtre Novedades de Barcelone (es) qui réunit plus de 4 000 personnes —, suivie d’une autre en 1888 en défense du droit civil catalan traditionnel, qui atteignit ses objectifs — elle fut qualifiée de « première victoire du catalanisme » par un chroniqueur de l'époque —.

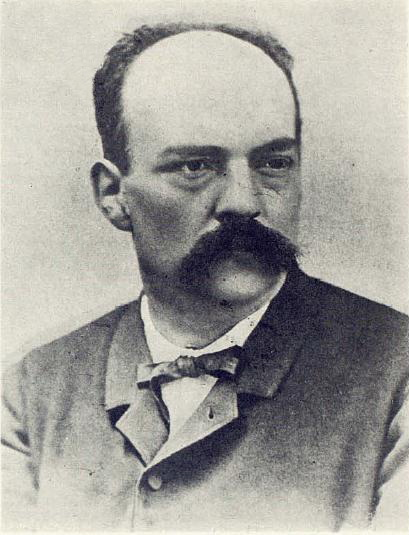
Valentí Almirall est considéré comme le fondateur du catalanisme politique.

En 1886, Almirall publia son œuvre fondamentale Lo Catalanisme, dans laquelle il défendait le « particularisme catalan » et la nécessité de reconnaître « les personnalités des différentes régions dans lesquelles l’histoire, la géographie et le caractère des habitants ont divisé la péninsule ». Ce livre constitua la première formulation cohérente et étendue du « régionalisme » catalan et eut un impact important — des décennies plus tard, Almirall fut considéré comme le fondateur du catalanisme politique —. Selon Almirall, l’État espagnol était fondamentalement  constitué de deux communautés : la catalane (positiviste, analytique, égalitaire et démocratique) et la castillane (idéaliste, abstraite, généralisatrice et dominatrice), si bien que « la seuile possibilité de démocratiser et moderniser l’Espagne était de céder la division politique du centre ankylosé à la périphérie plus développée pour vertébrer "une confédération ou État composite", ou une structure duale similaire à celle de l’Autriche-Hongrie ». Au cours de la même décennie, les symboles du catalanisme commencèrent à connaître une certaine diffusion. À la différence par exemple du nationalisme basque, la plupart d’entre eux n’eurent pas besoin d’être inventés, car ils pré-existaient à leur récupération par le nationalisme : le drapeau catalan — les quatre barres de sang, 1880 —, l’hymne — Els Segadors, 1882 —, le jour de la fête « nationale » — le 11 septembre, 1886 —, la danse « nationale » — la sardane, 1892 —, les deux saints patrons de la Catalogne —  Saint Georges et la Vierge de Montserrat, 1881 —.
En 1887, le Centre Català connut une crise comme conséquence de la rupture entre les deux courants qui le composient, l’un plus à gauche et fédéraliste mené par Almirall, et un autre plus catalaniste et conservateur regroupé autour du journal La Renaixensa, fondé en 1881. Les partisans de ce dernier abandonnèrent le Centre Català en novembre pour fonder la Lliga de Catalunya, à laquelle s’unit le Centre Escolar Catalanista, une association d’étudiants universitaires dont faisaient partie les futurs leaders du nationalisme catalan : Enric Prat de la Riba, Francesc Cambó et Josep Puig i Cadafalch. Dès lors, l’hégémonie du catalanisme passa du Centre Català à la Lliga, ces membres présentant à la régente un second mémorial de griefs à l’occasion des Jeux floraux de 1888, dans lequel ils demandaient entre autres le rétablissement du Parlement de Catalogne — « les Corts generals libres et indépendantes » de la « nation catalane » —, le service militaire volontaire, l’officialité de la langue catalane en Catalogne, l'enseignement en catalan, un tribunal suprême catalan et que le roi prête serment « en Catalogne sur ses constitutions fondamentales ».

##### Pays basque

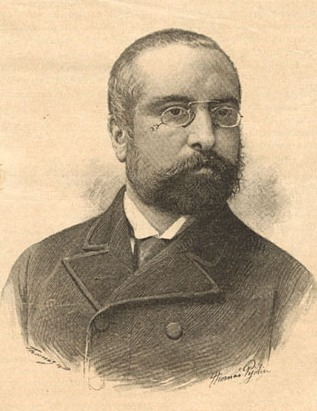
Arturo Campión, figure la plus importante de la foraliste Association Euskera de Navarre.

L’opposition à l’abolition définitive des fors basques en 1876, après la fin de la troisième guerre carliste, fut un moteur du développement du « régionalisme » au Pays basque. Le président du gouvernement Cánovas del Castillo avait tenté de négocier avec les partisans libéraux des fors l’« arrangement foral » qui restait en suspens depuis l’approbation de la loi de confirmation des fors de 1839, mais il échoua, si bien qu’il finit par l’imposer par une loi qui fut approuvée aux Cortès le 21 juillet 1876, considérée comme celle qui abolit effectivement les fors basques, mais qui se limita en réalité à supprimer les exemptions fiscale et militaire dont avaient joui jusqu'alors l’Alava, le Guipuscoa et la Biscaye, car elles étaient incompatibles avec le principe d’« unité constitutionnelle » — la nouvelle Constitution venait tout juste d’être approuvée —. Toutefois, Cánovas souhaitait parvenir à un accord avec les fueristas « transigeants », qui contribuerait à la pacification complète du Pays basque, si bien qu’il fit en sorte que la loi autorisât le gouvernement à réaliser la réforme des restes de l’ancien régime foral, ce qui se traduisit deux ans plus tard dans les décrets du régime de concerts économiques (es) de 1878 qui supposaient l’autonomie fiscale du Pays basque — les trois députations basques percevraient les impôts et en livreraient une partie au Trésor central —, dont la Navarre jouissait déjà.
L’accord négocié avec les « transigeants » fut rejeté par les fueristas « intransigeants », qui jugèrent les accords économiques insuffisants. C’est ainsi que surgit l’Association Euskara de Navarre, fondée à Pampelune en 1877 et dont la figure la plus notable était Arturo Campión, et la Société Euskalerria de Bilbao, fondée en 1880 et présidée par Fidel Sagarmínaga. Les euskaros navarrais défendirent la formation d’un bloc fuerista basco-navarrais au-dessus des divisions entre carlistes et libéraux, et adoptèrent comme slogan « Dieu et les Fors », le même que les euskalerriacos de Bilbao, qui défendaient comme eux l’union basco-navarraise.

##### Galice

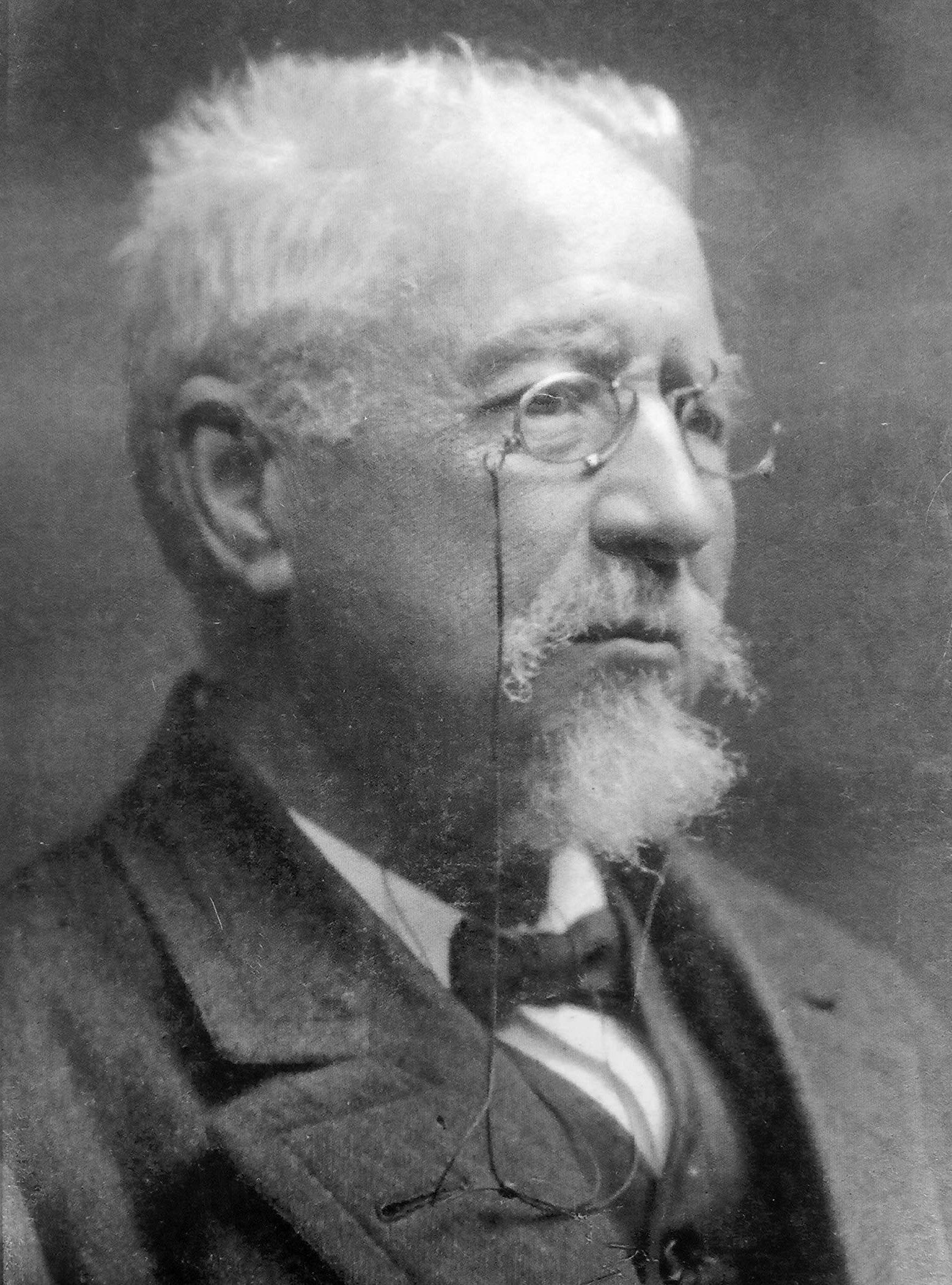
Manuel Murguía.

En Galice, entre 1885 et 1890 et en parallèle avec la Catalogne, le « provincialisme », qui était apparu dans les années 1840 dans les rangs du progressisme et qui basait le particularisme de la Galice sur la supposée origine celte de sa population, sa langue et sa culture propres — revalorisées par le Rexurdimento —, se transforma en régionalisme. Cette position de défense des « intérêts généraux de la Galice » et d’une « politique galicienne » est le point de convergence de personnes issues de milieux disparates, ce qui amène la co-existence de trois courants dans le galéguisme naissant : l’une libérale, héritière directe du provincialisme progressiste, et dont le principal idéologue était Manuel Murguía ; une autre fédéraliste, de moindre poids ; et une troisième traditionaliste menée par Alfredo Brañas. Toutes trois confluèrent au début de la décennie suivante dans la création de la première organisation du galéguisme, l’Association régionaliste galicienne (en), qui ne développa qu’une activité politique limitée au cours de sa courte existence (1890-1893), surtout en raison des tensions entre traditionalistes et libéraux, spécialement aigües à Saint-Jacques-de-Compostelle.

### La «dépression agraire»: libre-échangistes contre protectionnistes

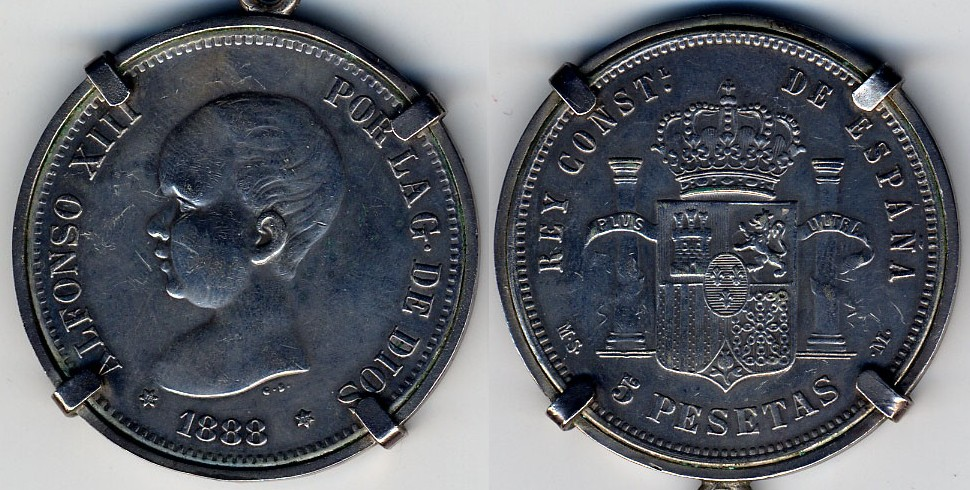
Monnaie de 5 pesetas frappée en 1888 à l’effigie d'Alphonse XIII âgé de 2 ans.

Au milieu des années 1880 se firent sentir en Espagne les effets de la dépression agraire surgie en Europe une dizaine d’années auparavant et caractérisée par la baisse de la production et la chute des prix à cause de l'arrivée de produits agricoles des « nouveaux pays » — Argentine, États-Unis, Canada, Australie — avec des coûts de production plus bas et dont les coûts de transport s’étaient considérablement réduits grâce aux avancées dans la navigation à vapeur. La dépression se manifesta par une réduction des exportations, qui affecta particulièrement le secteur céréalier, concentré en Castille, mais aussi d’autres secteurs comme celui de la betterave sucrière ou la viande — par exemple, l’élevage galicien perdit ses marchés extérieurs en Grande-Bretagne —.

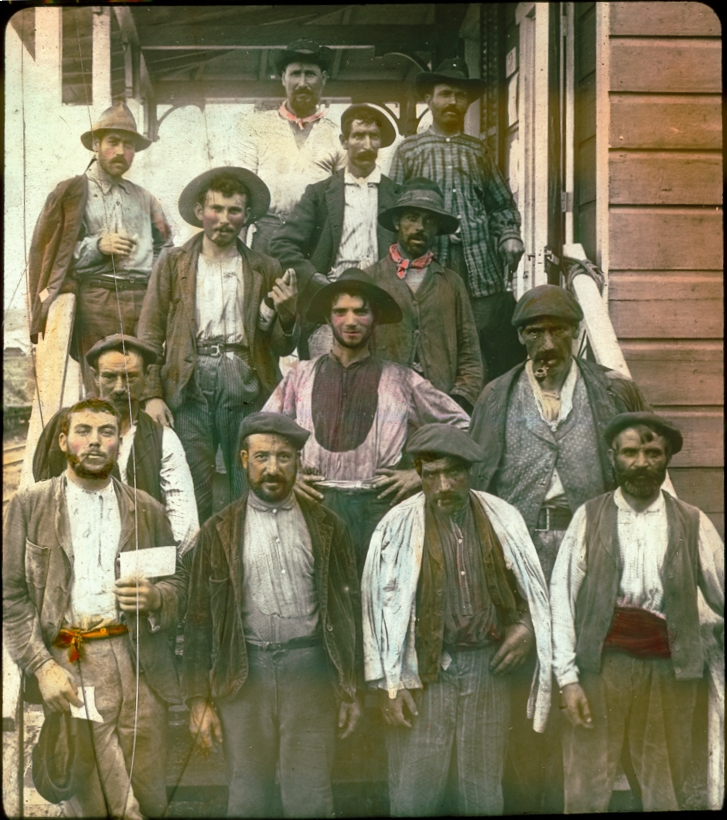
Travailleurs espagnols dans la construction du canal de Panama (vers 1900).

La crise agraire entraîna la stagnation des salaires des journaliers — entre 1870 et 1890, le salaire moyen était d’une peseta quotidienne dans les travaux ordinaires, et un peu plus durant les récoltes, très en-deçà des salaires agricoles européens — et de nombreux petits propriétaires et fermiers furent ruinés, un grand nombre d’entre eux choisissant finalement d’émigrer : sur les 725 000 personnes — environ 60 000 annuellement — qui émigrèrent entre 1891 et 1900 en Amérique du Sud — surtout en Argentine, Uruguay, au Brésil et à Cuba —, 65 % étaient des cultivateurs.
Les grands propriétaires céréaliers castillans, spécialement les producteurs de blé, formèrent en 1887 la Liga Agraria (« Ligue agraire ») afin de faire pression sur le gouvernement pour qu’il adopte des mesures protectionnistes, comme l’avaient fait d’autres pays européens, afin de réserver le marché interne aux céréales autochtones, faisant courir le risque d’une hausse des prix préjudiciables aux consommateurs, notamment les plus modestes, les obligeant à consacrer une part plus importante de leurs revenus à l'achat d’aliments, ce qui à la longue pourrait mettre un frein à l’industrialisation. La bourgeoisie catalane du secteur textile, très affectée par la dépression agraire qui provoquait une chute de ses ventes, se joignit à la campagne protectionniste. C’est ainsi que se forma un front commun castillano-catalan, formalisé par la célébration à Barcelone en 1888 du Congrès économique national. La même année furent célébrées à Valladolid une manifestation et une assemblée massives, qui furent suivies d’autres à Séville, Guadalajara, Tarragone et Les Borges Blanques (province de Lérida). En 1889 la Liga Agraria célébra sa deuxième assemblée. Au cours de la décennie suivante, les patrons du secteur métallurgique basque s’unirent à son tour au mouvement. 

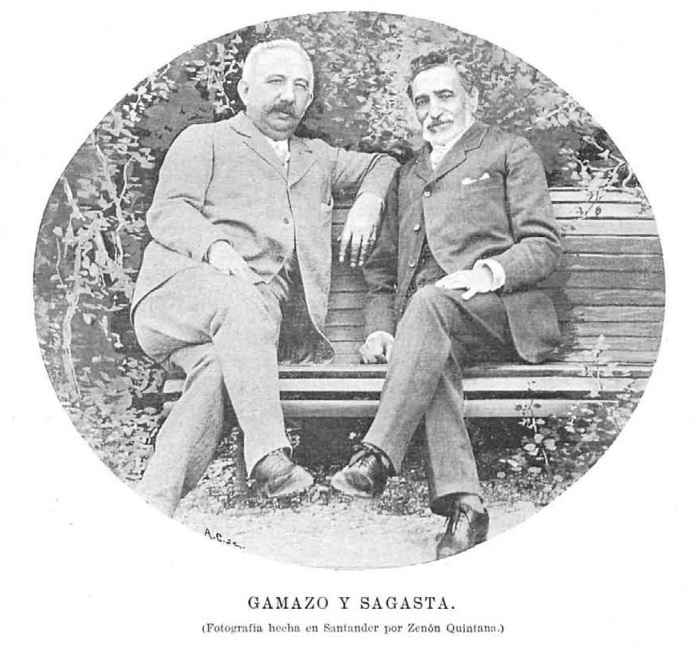
Germán Gamazo et Práxedes Mateo Sagasta.

Le cacique Germán Gamazo, ministre d’Outre-mer dans le gouvernement Sagasta, se plaça à la tête de la Liga Agraria, bien qu’agissant davantage en réponse aux intérêts d’« amis politiques » qu’il dirigeait qu’à la pression des propriétaires terriens regroupés dans la Liga. Cela explique que les « gamacistes » n’appuyèrent pas le mouvement protectionniste jusqu’à l'été 1888 — alors que celui-ci était apparu bien avant —, qu’ils instrumentalisèrent dans l’opération politique menée par plusieurs factions libérales pour déstabiliser le gouvernement de Sagasta, et qu’ils le freinèrent lorsque, à l’été suivant, ils cherchaient un accord avec celui-ci.
Ainsi, la lutte entre protectionnisme et libre-échangisme suscita d’importantes tensions au sein du gouvernement Sagasta, car la majorité de ses membres, menés par Segismundo Moret, ministre d'État, restaient fidèles à la politique de libre-échange qu’avaient traditionnellement défendue les libéraux — de fait, c’est le premier gouvernement Sagasta de la Restauration qui en 1881 avait levé la suspension de la cinquième base de la réforme des droits de douane de Laureano Figuerola approuvée en 1869, au cours du Sexenio Democrático, qui établissait le démantèlement progressif de toutes les barrières douanières —. Les libéraux furent néanmoins amenés à réviser leur approche, à commencer par Moret lui-même, jusqu’à adopter une « troisième voie pragmatique » qui consista à ne pas augmenter les droits de douane tout en n'appliquant pas les baisses de ces tarifs prévues dans le texte de Figuerola.